# Crucificação (Antonello da Messina)
A Crucificação é o tema de três pinturas diferentes do mestre renascentista italiano Antonello da Messina: a primeira foi concluída por volta de 1454/1455, a segunda e a terceira em 1475. Elas estão alojados no Museu Nacional Brukenthal (Sibiu, Romênia); no Museu Real de Belas Artes de Antuérpia (Antuérpia, Bélgica) e na National Gallery (Londres, Inglaterra), respectivamente.